# Theo van den Burch
Theo van den Burch (L'Aia, 15 novembre 1943) è un ex calciatore olandese, di ruolo difensore.

## Carriera
Cresciuto nell'ADO Den Haag, esordisce con la prima squadra nella 1962-1963, con cui ottiene il decimo posto in campionato.
Nella stagione 1963-1964 ottiene nuovamente il decimo posto finale ed il raggiungimento della Coppa d'Olanda 1963-1964, persa ai rigori contro il Fortuna '54.
Nella sua terza stagione con i capitolini ottiene il terzo posto finale, piazzamento bissato l'anno seguente, stagione in cui raggiunge anche la finale della Coppa d'Olanda 1965-1966, persa contro lo Sparta Rotterdam. L'Eredivisie 1966-1967 è invece conclusa al quarto posto.
Nell'estate 1967, con l'ADO Den Haag nelle vesti del San Francisco Golden Gate Gales, disputa l'unica edizione del campionato dell'United Soccer Association, lega calcistica nordamericana che poteva fregiarsi del titolo di campionato di Prima Divisione su riconoscimento della FIFA, nel 1967: quell'edizione della Lega fu disputata utilizzando squadre europee e sudamericane in rappresentanza di quelle della USA, che non avevano avuto tempo di riorganizzarsi dopo la scissione che aveva dato vita al campionato concorrente della National Professional Soccer League. I Golden Gate Gales non superarono le qualificazioni per i play-off, chiudendo la stagione al secondo posto della Western Division.
Nella stagione 1967-1968 van den Burch con il suo club ottiene il quarto posto finale e la vittoria della Coppa d'Olanda 1967-1968 ai danni dell'Ajax.
Nella stagione 1968-1969 raggiunge il sesto posto in campionato e gli ottavi di finale della Coppa delle Coppe 1968-1969.
Dopo un altro sesto posto nell'Eredivisie 1969-1970, la stagione seguente è chiusa al terzo posto finale.
Nella stagione 1971-1972 van den Burch con i suoi ottiene il quinto posto in campionato ed il raggiungimento della finale della KNVB beker 1971-1972, persa contro l'Ajax.

## Palmarès
- Coppa dei Paesi Bassi: 1

1967-1968